# Gembol (Bogorejo)
Gembol is een bestuurslaag in het regentschap Blora van de provincie Midden-Java, Indonesië. Gembol telt 789 inwoners (volkstelling 2010).